# ادیماکس

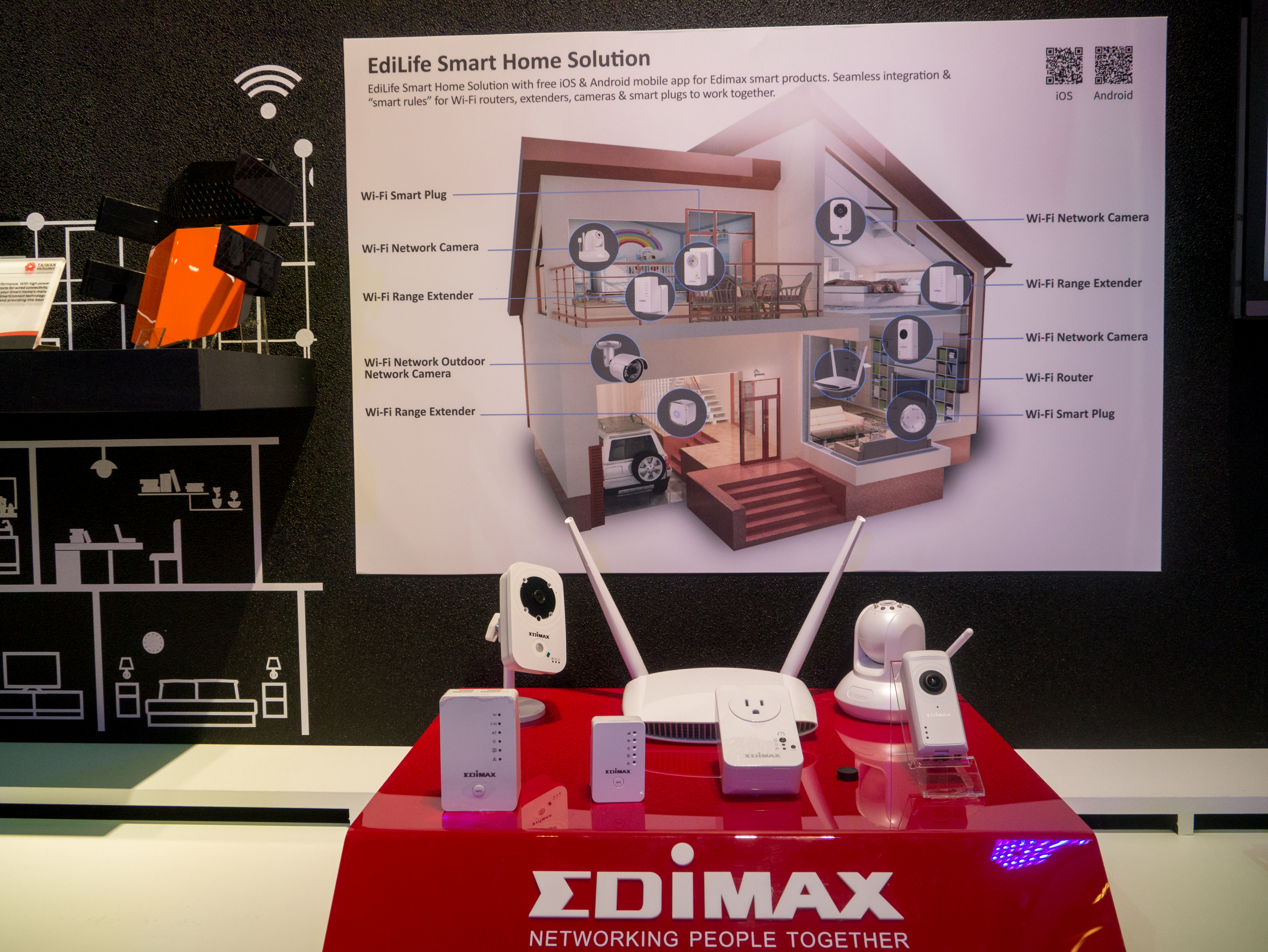
راهکار خانه هوشمند ادی‌لایف، ادیماکس.

ادیماکس (انگلیسی: Edimax) شرکت تجهیزات مخابرات تایوانی است، که در سال ۱۹۸۶ تأسیس شد.